# Джеффрис, Стивен
Сти́вен Дже́ффрис (англ. Stephen Geoffreys, род. 22 ноября 1964, Цинциннати, Огайо, США) — американский актёр, известный ролью Эда Томпсона в фильме «Ночь страха» (1985).

## Биография
Стивен Джеффрис Миллер родился 22 ноября 1964 года в Цинциннати, штат Огайо. Актёрская карьера началась на сцене. В 1984 году был номинирован в Бродвейском театре на премию Тони за «Лучший актёр мюзикла» за исполнение в пьесе, основанной на «Человеческой комедии». За эту роль выиграл премию «Театральный мир» в 1984 году.
В дальнейшем Джеффрис появился в нескольких подростковых фильмах ужасов 1980-х годов. Сыграл в фильмах «Помогите нам, небеса» (1985), «Студенческие каникулы» (1985), а также в фильме «Телефон дьявола» режиссёра Роберта Инглунда в 1989 году. Он также играл в известной драме «В упор» в 1986 году. Наиболее известной ролью актёра является Эд «Зло» Томпсон в классическом вампирском фильме ужасов «Ночь страха» 1985 года. Две цитаты Джеффриса из этого фильма стали знаменитыми в середине 1980-х годов: «Чему я обязан за это сомнительное удовольствие?» и «Ты такой классный, Брюстер!». Джеффрис отказался сняться в продолжении — «Ночь страха 2».
В течение 1990-х годов Джеффрис снимался в гей-порнографических фильмах под псевдонимом Сэм Риттер.
В 2007 году Стивен Джеффрис, после почти девятилетнего отсутствия в фильмах, вернулся к съёмках в ужасах. Так он снялся в роли мистера Путски в независимом фильме «Больная», выпущенном в октябре 2007 года. В 2010 году в фильме ужасов «Не беспокоить» он сыграл главную роль. Позднее он появился в фильме ужасов «Emerging Past». 28 марта 2015 года на Mad Monster Party Джеффрис появился в костюме Эда «Зло» Томпсона.

## Избранная фильмография
Полную фильмографию можно посмотреть на страничке актёра на сайтах КиноПоиск и IMDB.

| Год  |   | Русское название        | Оригинальное название                     | Роль                         |
| ---- | - | ----------------------- | ----------------------------------------- | ---------------------------- |
| 1985 | ф | «Помогите нам, небеса»  | Heaven Help Us                            | Уильямс                      |
| 1985 | ф | «Студенческие каникулы» | Fraternity Vacation                       | Венделл Тведт                |
| 1985 | ф | «Ночь страха»           | Fright Night                              | Эд «Зло» Томпсон             |
| 1985 | с | «Сумеречная зона»       | The Twilight Zone                         | Уил в эпизоде "The Elevator" |
| 1986 | ф | «В упор»                | At Close Range                            | Эгги                         |
| 1988 | ф | «Телефон дьявола»       | 976-EVIL                                  | Хоакс                        |
| 1990 | ф | «Луна-44»               | Moon 44                                   | Куки                         |
| 1991 | ф | —                       | Wild Blade                                | Кольт                        |
| 1998 | ф | —                       | Famous Again                              | —                            |
| 2007 | ф | «Больная»               | Sick Girl                                 | Мистер Путски                |
| 2009 | ф | —                       | The Diary of Randy Rose                   | Анонимный звонящий           |
| 2010 | ф | —                       | Emerging Past                             | Кэмерон                      |
| 2010 | ф | «Не беспокоить»         | Do Not Disturb (также New Terminal Hotel) | Дон Малек                    |
| 2011 | ф | «Мистер Тишина»         | Mr. Hush                                  | Старк                        |
| 2011 | ф | «След от укуса»         | Bite Marks                                | Уолш                         |
| 2014 | ф | —                       | Lazarus: Apocalypse                       | Стивен Уэллс                 |
| 2017 | ф | «Контрольная точка»     | Check Point                               | Грант                        |